# Площадь Проломная Застава
Площадь Проло́мная Заста́ва — площадь в районе Лефортово Юго-Восточного округа Москвы, располагающаяся над Лефортовским тоннелем Третьего транспортного кольца в районе пересечения улицы Золоторожский Вал и Танкового проезда.

## История
Площадь образовалась в конце XIX века.. Расположена на месте существования одной из застав Москвы, выводившей на Владимирский тракт и называвшейся поэтому Владимирской. Название Проломная появилось в связи с созданием дополнительных проломных ворот в Камер-Коллежском валу для въезда в Москву с восточной стороны.
Москвовед Сергей Любецкий в 1880 году писал об истории создания Проломной заставы:

Проломная застава, как и Трёхгорная, выстроена была после прочих застав. Проломная называлась просто Проломом. Она близ бывшего Екатерининского дворца, за кадетскими корпусами. Около неё до сих пор существует Анненгофская роща и Новоблагословенная церковь. Прежде здесь находилась придворная дневальная и конной гвардии караульная конюшня. Через неё проселком можно выехать и к Покровской заставе, и на Владимирскую дорогу.

У Проломной заставы происходит действие фантастической повести Антония Погорельского «Лафертовская маковница» (1825).

## Расположение
Площадь сегодня находится над Лефортовским тоннелем Третьего транспортного кольца. Она имеет прямоугольную форму. На юго-западной стороне площади перпендикулярно пересекаются два проезда, один из которых повторяет направление движения ТТК и переходит на северо-западе в Танковый проезд, другой на юго-запад выходит к улице Золоторожский Вал, а на северо-восток — к Проезду Завода Серп и Молот.